# Sandkasten (Militär)

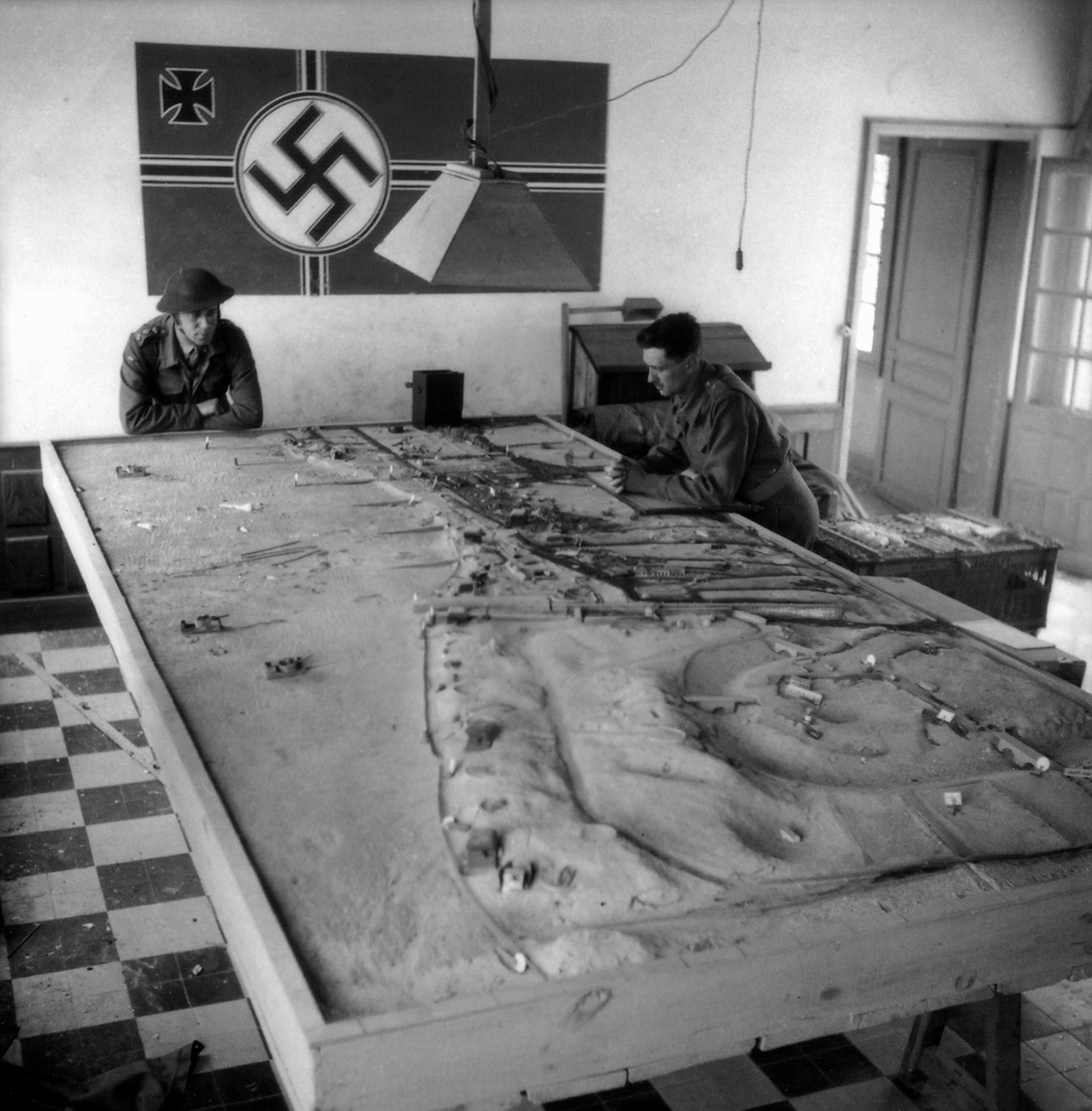
Kanadische Soldaten nach der Invasion an einem Sandkasten, der den Abschnitt Juno darstellt

Der Sandkasten ist ein Geländemodell, auf dem verkleinert ausgewählte Geländeformen und Geländebedeckungen so realitätsnah wie möglich dargestellt werden, je nach aktuellem Bedürfnis entweder maßstabgerecht nach Karte oder nach Phantasie, um bestimmte Verhaltensweisen im Gefecht nach Gelände darzustellen.
Der militärische Sandkasten gehört zu den wichtigsten Ausbildungsmitteln in der Schulung für das Gefecht und der Taktik des Führungsnachwuchses und lässt sich seit spätestens Mitte des 19. Jahrhunderts in beinahe allen Hörsälen deutscher Militärschulen finden. Seit etwa 1920 wurden in der Reichswehr auch alle Kasernen mit wenigstens zwei Sandkästen je Bataillon ausgestattet. Der Sandkasten dient dazu, Geländeausschnitte dreidimensional darzustellen und darin mit Modellen oder Platzhaltern für taktische Körper (Truppen) Lagen darzustellen und durchzuspielen. Gewöhnlich werden Gefechtsausbildungen im Gelände am Sandkasten vor- und nachbereitet, um die Ausbildung möglichst effizient zu gestalten und nachhaltige Ausbildungserfolge zu erzielen. Daneben ist er besonders für die Schulung der kleinen Kampfgemeinschaft, des Gefechts der verbundenen Waffen und die Schulung des Führungsnachwuchses und der Führer in Entschlussfassung und Befehlsgebung geeignet. Je nach Ausbildungszweck und Lage kommen verschiedene Arten von Sandkästen zum Einsatz. Im Laufe der Zeit verallgemeinerte sich der Begriff Sandkasten für jede Art dreidimensionaler Geländedarstellung, selbst wenn kein Sandkasten vorhanden ist.

## Arten von Sandkästen
Die einfachste Form ist der Geländesandkasten, der ohne eigentlichen Sandkasten im Gelände aus verfügbaren Mitteln auf dem Boden angelegt wird. Er wird genutzt, um die Truppe auf unmittelbar bevorstehende Aufgaben vorzubereiten und ihr Zusammenwirken abzustimmen. Dazu werden durch rasches Anhäufen von Erde oder gerade vorhandenem Bodenmaterial die wesentlichen Geländeerhebungen nachgebildet und durch Einlegen von Steinen, Laub, Zapfen oder ähnlichem Geländebedeckungen wie Wälder oder Ortschaften dargestellt. Wege werden gewöhnlich mit einem Zweig in den Boden eingeritzt. Es ist sinnvoll, den Geländesandkasten durch Zweige oder Äste vom umgebenden Boden abzugrenzen, um ein unbeabsichtigtes Hineintreten der Besprechungsteilnehmer zu vermeiden.

Die meistverbreitete Form ist der echte Sandkasten aus Holz mit einer Füllung aus feinem Sand, der gewöhnlich als Wühlsandkasten genutzt wird. Im Wühlsandkasten ist häufig keine Geländeform vorbereitet. Je nach Unterrichtsinhalt oder aufkommenden Fragen im Unterricht stellt der Ausbilder mit wenigen Handgriffen ein der fraglichen Lage entsprechendes Gelände her, um darin die Antwort auf die Frage zu demonstrieren oder mit den Auszubildenden gemeinsam zu erarbeiten. Auf Einzelheiten der Geländedarstellung wird hier gewöhnlich verzichtet. Lediglich die Bodenformen werden besonders hervorgehoben, da sie den größten Einfluss auf Waffenwirkung, Übersichtlichkeit und Deckung ausüben. Wege werden meist nur durch Bänder dargestellt oder mit dem Finger oder Spachtel grob eingekerbt.

Ebenfalls als klassischer Sandkasten aufgebaut ist der Schausandkasten oder taktische Sandkasten, in dem, meist durch Lehrgangsteilnehmer oder Auszubildende, seltener auch durch den Ausbilder, ein maßstabgetreues Modell eines vorgegebenen Kartenausschnittes hergestellt wurde. Je nach Bedürfnis des Ausbilders kann ein Teil dieses Sandkastens ausgespart und als Wühlsandkasten belassen worden sein.

Besonders für mechanisierte Kampftruppen wurde ab 1935 der Funksandkasten entwickelt, der ebenfalls bis heute in Gebrauch ist. Am klassischen Sandkasten, der als Wühl- oder Schausandkasten vorbereitet sein kann, sind mehrere Anschlüsse für Funkgeräte angebracht, damit der Führungsnachwuchs unmittelbar am Sandkasten das Absetzen von Meldungen oder Befehlen über Funk erlernen und einüben kann. Sandkastenräume mit Funksandkasten haben gewöhnlich an einem der Fenster an der Außenmauer des Gebäudes Antennensockel. Dadurch kann an mehreren Funksandkästen in verschiedenen Räumen und Gebäuden gleichzeitig die gleiche Lage bearbeitet werden.

Der Schießsandkasten ist gewöhnlich als Schausandkasten mit dem Gelände der Schießbahn aufgebaut und dient besonders der Vorbereitung von Schießvorhaben auf Schießbahnen im freien Gelände, um daran die Zielansprache, die Feuerbefehle und das Verhalten des eingeteilten Leitungs- und Sicherheitspersonals einzuüben.

Das Feste Geländemodell ist kein Sandkasten im eigentlichen Sinne, sondern ein dauerhaftes, dreidimensionales Modell aus Gips oder anderen Werkstoffen. Er wird gewöhnlich nur angelegt und genutzt, wenn längerfristig im gleichen Gelände taktische Planungen oder Schulungen vorgenommen werden sollen. Meist findet man ihn auf höheren Führungsebenen in sehr großem Maßstab (1:50.000 aufwärts) oder für territoriale, ortsfeste Planungen wie den Schutz oder die Sicherung von Anlagen, die auch in Kriegszeiten nicht verlegt werden sollen oder können (Regierungsbunker, Flugplätze, Häfen, Depots).

## Aufbau und Anlage eines Sandkastens
Als Sandkästen für die militärische Ausbildung werden gewöhnlich Kästen von 2 bis 3 Meter Länge, 1,5 bis 2 Metern Breite und 15 bis 20 cm Höhe genutzt, die auf Böcken stehen. Sie werden aus imprägniertem Kiefernholz gefertigt, wobei in eine schmale Seite eine über die ganze Breite gehende Glasscheibe eingesetzt ist, die die Geländebeobachtung aus einem bestimmten Blickwinkel wie aus einer Stellung heraus gestattet. Der Sandkasten ist bis 5 cm unter dem Rand mit feinem, leicht feuchten Sand gefüllt. Die regelmäßige Befeuchtung des Sandes ist für die bessere Formbarkeit erforderlich. Die Seite mit der Glasscheibe weist üblicherweise auf die Position des Ausbilders. An den anderen Seiten sind an den Kasten schräge Borde eingehängt, auf denen die Auszubildenden Schreibutensilien oder Führungsunterlagen ablegen können.

Für die Anlage eines Schausandkastens oder eines vorbereiteten Wühlsandkastens werden über dem Sandkasten Fäden gespannt, die dem Gitterkreuz des darzustellenden Kartenausschnitts entsprechen. Dadurch wird die maßstabgetreue Darstellung wesentlich erleichtert. An den Oberkanten wird zum besseren Ablesen der Entfernungen mit farbigem Klebeband eine Skala angebracht. Zuerst werden die Geländeformen in den Sandkasten gebaut und zur besseren Haltbarkeit anschließend erneut mit Wasser besprüht. Dabei ist darauf zu achten, dass Höhen deutlich überzeichnet werden müssen, um als solche im Sandkasten erkannt zu werden. Danach werden die Geländebedeckungen durch Modelle von Häusern oder Bäumen (Holzklötze, Islandmoos) eingebracht. Abschließend werden gewöhnlich mit farbiger Schulkreide, die über ein Sieb gerieben wird, Wege, Bahnlinien, Gewässer und andere erforderlich erscheinende Besonderheiten markiert, nachdem sie mit Spachtel oder Stift in den Sand gekerbt wurden.

Je nach Bedürfnis wird die Ausgangslage bereits beim Aufbau oder erst nach Ausbildungsbeginn im Sandkasten dargestellt. Je nach gewähltem Maßstab können dafür Personenfiguren im Maßstab 1:32, mit taktischen Zeichen markierte Kunststoffplättchen, Modellfahrzeuge oder selbst erstellte Platzhalter genutzt werden. Dabei muss auf eindeutige und leichte Unterscheidbarkeit von eigenen und feindlichen Truppen oder Neutralen geachtet werden.

## Sandkastenbesteck und Sandkastenausstattung
Für den Aufbau und die Ausbildung am Sandkasten steht das so genannte Sandkastenbesteck zur Verfügung. Es besteht aus Spachtel, Handfeger (zum Aufrauen der Oberfläche), Sprühflasche (zum Befeuchten des Sandes), Schere, kleiner Schaufel, Stoffbändern, Maßband, Brettchen (zum Glattklopfen des Sandes), Metallsieb (zum Durchsieben des Sandes und Abreiben der Tafelkreide), Karton, Streichhölzern und der Sandkastenausstattung.

Die Sandkastenausstattung umfasst eine Anzahl verschieden großer quadratischer und rechteckiger Kunststoffplättchen in den Farben blau und rot, gerade und gebogene Kunststoffstäbe in blau und rot in verschiedenen Längen, mehrere taktische Zeichen für Feldposten aus Kunststoff in blau und rot, hölzerne Hausmodelle, eine hölzerne Rolle mit Handgriff und Einkerbungen auf der Rolle zur Darstellung von Wegen, Bahnlinien und Gewässern, sowie eine Menge Islandmoos zur Darstellung von Wäldern und Gebüschen.